# Färjemansgatan
Färjemansgatan är en gata i Östersund som sträcker sig från Frösöbron i väst till Stapelmohrs väg i öst. Gatan är numera delad i två avsnitt av Rådhusgatan, delen mellan bron och Rådhusgatan utgör en del av Länsväg 606 och kallas i folkmun för "Färjemansleden".
Gatan hette fram till 1928 "Södra Brogränd"